# Rotaria socialis
Rotaria socialis is een raderdiertjessoort uit de familie Philodinidae. De wetenschappelijke naam van deze soort is voor het eerst geldig gepubliceerd in 1888 door Kellicott.